# محدودیت (بی‌دی‌اس‌ام)

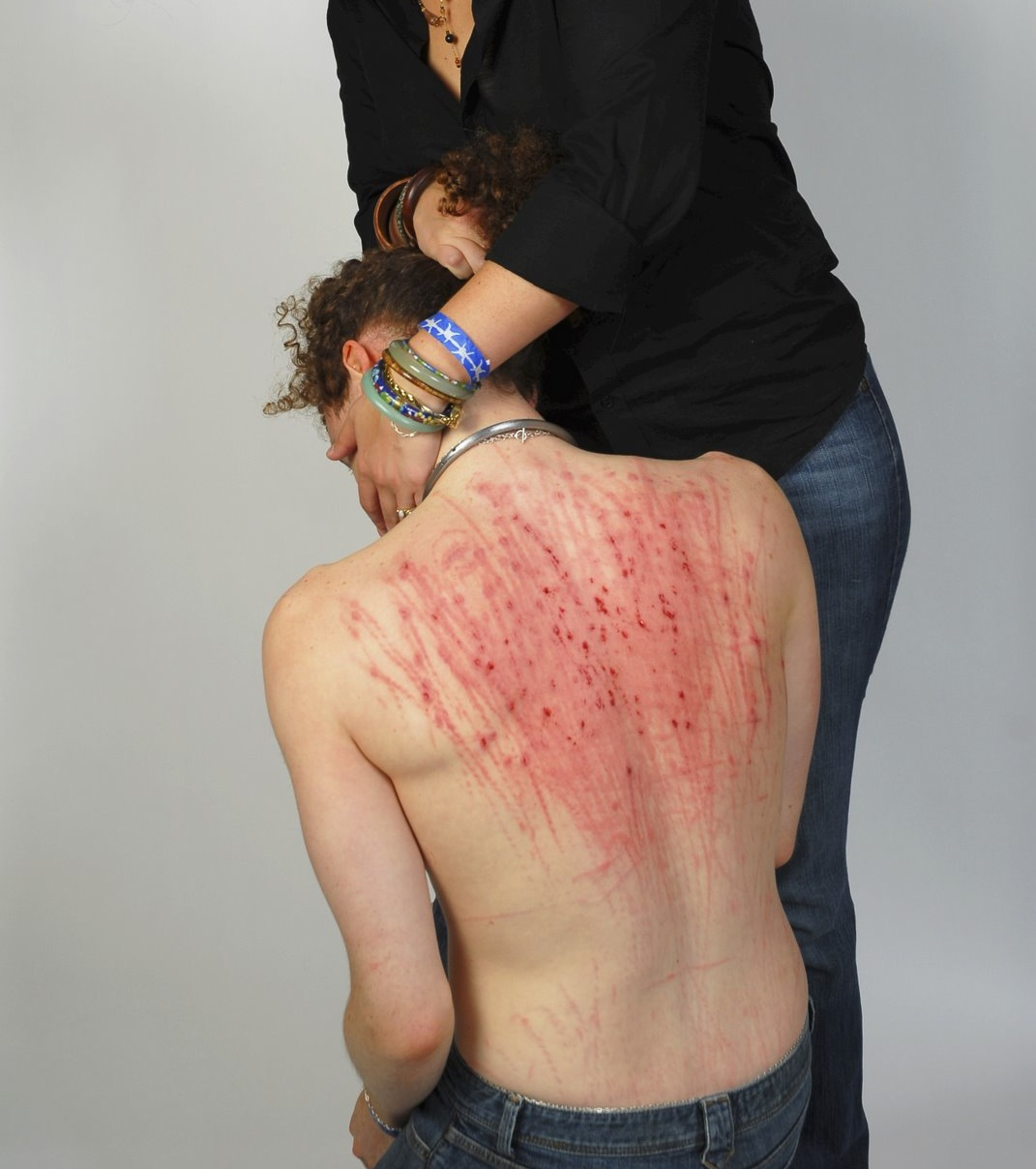
یک فرد مطیع پس از آنکه پشتش بر اثر شلاق خوردن شدید خونین شده، توسط معشوقه خود تسلیت می یابد.

محدودیت یا لیمیت (به انگلیسی: Limit) اشاره به عدم تمایل  شرکت کنندگان در مورد برخی از بازی‌ها و فعالیت‌های بی‌دی‌اس‌ام‌ دارد. لیمیت‌ها معمولا دربرگیرنده رفتارهایی است که فرد اجرای آن روی خود را ممنوع می‌داند. شرکت کنندگان به طور معمول درمورد فعالیت‌هایی که قصد انجامش را دارند یا نمی‌خواهند انجامش دهند، مذاکره می‌کنند. شرکت کنندگان آنچه را که می‌خواهند انجام دهند قبل از آغاز شرح می‌دهند،  همچنین هرآنچه که می‌خواهند انجام دهند یا انجامش را نمی‌خواهند، به همراه تمامی آنچه که در تحملشان می‌گنجد یا تحمل نمی‌کنند، از جمله تعیین حد لیمیت‌هایشان، شامل این مذاکرات است. به عنوان مثال، معمول است که یک کلمه ایمنی در نظر گرفته شود و اعمال خاصی را نیز ممنوع اعلام کنند.
استفاده از اصطلاح "محدودیت‌" از مفهوم "بدون محدودیت" به دست می‌آید. دلیل محدود کردن اعمال به مجموعه مشخصی از فعالیت‌ها و رفتارها به تمایلات و حدود تحمل عاطفی و فیزیکی افراد برمی‌گردد‌. 

## تعیین محدودیت
محدودیت ها را می‌توان به صورت شفاهی توافق کرد یا می‌توان آنها را در یک قرارداد رسمی گنجانید. بعضی اوقات شرکت کنندگان در گفتگویی رسمی درباره مرزها و محدودیت‌هایشان شرکت می‌کنند، به این امر مذاکره گفته می‌شود.  

### "بدون محدودیت"
برخی از شرکا تصمیم می‌گیرند محدودیتی تعیین نکنند. این امر معمولاً در کلیت ارباب/برده ، توافق بدون اجماع و بازی مرزی مشاهده می‌شود. این عمل " ریسک آگاهانه " در نظر‌ گرفته می‌شود.  

## انواع محدودیت ها
اصطلاحات در جوامع مختلف، همچون انجمن های گفتگو، متفاوت هستند. با این حال ، مواردی عمومی وجود دارد که در بی دی اس ام به رسمیت شناخته شده است. 

### محدودیت شدید
محدودیت شدید کاری است که نباید انجام شود. نقض این سطح از محدودیت غالباً به عنوان دلیلی برای پایان دادن به یک عمل یا حتی یک رابطه تلقی می‌شود. مواردی مانند: " مدفوع محدودیت شدیدی برای من است" یا "من یک آسیب دیدگی کمر دارم ، بنابراین ضربه‌ زدن به پشت یک محدودیت شدید‌‌است". 

### محدودیت نرم
محدودیت نرم چیزی است که شخص در مورد انجام دادنش تردید دارد و یا روی انجامش محدودیت وضع می‌کند، اما  ممکن است هنوز رضایت ضمنی راجع‌ به آن داشته باشد. ممکن است انجام عملی ممنوع باشد مگر در شرایطی خاص، مثلا انجام عملی بر روی برخی نقاط خاص بدن محدود باشد. محدودیت‌های نرم همچنین می‌تواند شامل مواردی باشد که باید با آن محتاطانه برخورد کرد، اگرچه تا حدودی جذاب باشد اما هنوز هم باعث ایجاد احساس ناراحت‌کننده در یک یا چند شریک باشد. 

### محدودیت الزامی
محدودیت الزامی یا محدودیت لازم چیزی است که بدون انجام به آن یک یا چند شریک در عمل شرکت نخواهند کرد. مثال‌ها عبارتند از: "کشیدن مو برای من یک محدودیت ضروری است" یا "اگر می‌خواهید مرا شلاق بزنید ، من مراقبت‌های زیادی نیاز خواهم داشت." 

### محدودیت زمانی
محدودیت زمانی مدت زمانی معین است که یک فعالیت یا رابطه موقتی در آن اتفاق می‌افتد. این بیشتر برای رفتارهای در چهارچوب بی دی اس ام و بازی‌های گاه به گاهی رایج است. 
برخی از زوجین محدودیت‌های زمانی  را برای روابط تمرین می‌کنند. 

## مطالعات بیشتر
- گلوریا G. برام ، ویلیام دی برام ، و جان جیکوبز. علاقه متفاوت: کاوش در دنیای تسلط و تسلیم جنسی. نیویورک: کتاب های ویلارد ، 1993. شابک   0-679-40873-8 .
- فیلیپ میلر و مولی دیوون ، گل سرخ را پیچانده ، خارها را برای من بفرست: رمنس و جادوگری جنسی سادومومازوخیسم. کتابهای رز عارف ، 1995. شابک ‎۰−۹۶۴۵۹۶۰−۰−۸ شابک   0-9645960-0-8 .